# Von Ewigkeit zu Ewigkeit (Album)
Von Ewigkeit zu Ewigkeit ist das 19. Studioalbum des deutschen Sängers Nino de Angelo, das im Mai 2023 erschien.

## Entstehung und Veröffentlichung
Die Erstveröffentlichung von Von Ewigkeit zu Ewigkeit erfolgte am 12. Mai 2023 bei Ariola. Das Album erschien in seiner Originalausführung als CD (Katalognummer: 19658803432) und LP (Katalognummer: 19658803431) sowie zum Download und Streaming mit zwölf Titeln. Am gleichen Tag erschien eine Deluxeversion mit zwei Bonustiteln (Katalognummer: 19439982302).
Geschrieben wurden alle Lieder von wechselnden Autoren, de Angelo selbst war beim Schreibprozess von zwölf der 14 Lieder beteiligt. Für die Produktion aller Lieder zeichneten Jochen Seibert (Noel Pix) und Henning Verlage verantwortlich, wobei Pix auch als Autor agierte.

## Titelliste
| Nr. | Titel                        | Autor(en)                                                               | Produzent(en)             | Länge |
| --- | ---------------------------- | ----------------------------------------------------------------------- | ------------------------- | ----- |
| 1.  | Da wo mein Herz brennt       | Nino de Angelo, Noel Pix, Julian Breucker                               | Noel Pix, Henning Verlage | 3:59  |
| 2.  | Mein Kryptonit               | Nino de Angelo, Annett Louisan, Noel Pix, Tim Tautorat, Julian Breucker | Noel Pix, Henning Verlage | 3:42  |
| 3.  | Unter Gottes Sonne           | Nino de Angelo, Philipp Burger, Hannes Kelch                            | Noel Pix, Henning Verlage | 4:00  |
| 4.  | Memento mori (feat. Sotiria) | Nino de Angelo, Noel Pix, Julian Breucker                               | Noel Pix, Henning Verlage | 3:58  |
| 5.  | Von Ewigkeit zu Ewigkeit     | Nino de Angelo, Noel Pix, Julian Breucker                               | Noel Pix, Henning Verlage | 3:41  |
| 6.  | Ich brenne fürs Leben        | Nino de Angelo, Philipp Burger, Jonas Rabensteiner                      | Noel Pix, Henning Verlage | 3:30  |
| 7.  | Nicht eine Träne             | Nino de Angelo                                                          | Noel Pix, Henning Verlage | 4:19  |
| 8.  | Land in Sicht                | Nino de Angelo, Philipp Burger, Jonas Rabensteiner                      | Noel Pix, Henning Verlage | 2:58  |
| 9.  | Io respiro                   | Nino de Angelo, Peter Antonius Schmitz, Piero Lama                      | Noel Pix, Henning Verlage | 3:32  |
| 10. | Mein Herz hört nie auf       | Noel Pix, Julian Breucker                                               | Noel Pix, Henning Verlage | 3:07  |
| 11. | Bella ciao                   | Justin Balk, Nino de Angelo                                             | Noel Pix, Henning Verlage | 2:57  |
| 12. | Der verlorene Sohn           | Nino de Angelo, Sinisa Itskovich                                        | Noel Pix, Henning Verlage | 3:24  |
| 13. | Barfuss durch die Hölle      | Nino de Angelo, Tomas de Niero                                          | Noel Pix, Henning Verlage | 3:18  |
| 14. | Wer weiss das schon          | Till Lindemann, Clemens Wijers                                          | Noel Pix, Henning Verlage | 3:52  |

## Rezensionen
Für Philipp Kause, Musikkritiker von laut.de, befand: „[…] Fürs Schlager-Milieu scheint es nachgerade eine Revolution, dass eine Platte absolut düster ist und nur Angst verbreitet.“

## Chartplatzierungen
| ChartsChartplatzierungen | Höchstplatzierung | Wochen |
| ------------------------ | ----------------- | ------ |
| Deutschland (GfK)        | 5 (13 Wo.)        | 13     |
| Österreich (Ö3)          | 7 (2 Wo.)         | 2      |
| Schweiz (IFPI)           | 7 (2 Wo.)         | 2      |